# Al-Bayyadiyah
Al-Bayyadiyah (tiếng Ả Rập: البياضية, cũng đánh vần Beyadiyeh) là một ngôi làng ở miền bắc Syria, một phần hành chính của Tỉnh Hama, nằm ở phía tây nam của Hama. Các địa phương lân cận bao gồm al-Bayda và trung tâm huyện Masyaf ở phía tây bắc, Ayn Halaqim ở phía tây nam, Baarin và Nisaf ở phía nam, Aqrab ở phía đông nam và al-Muah ở phía đông. Theo Cục Thống kê Trung ương Syria (CBS), al-Bayyadiyah có dân số 2.701 người trong cuộc điều tra dân số năm 2004. Cư dân của nó chủ yếu là người Alawite và Kitô hữu.